# Aspergillus brevipes
Aspergillus brevipes är en svampart som beskrevs av G. Sm. 1952. Aspergillus brevipes ingår i släktet Aspergillus och familjen Trichocomaceae.   Inga underarter finns listade i Catalogue of Life.